# J.A. Martin Photographe
J.A. Martin Photographe  es el nombre de una película canadiense de género drama dirigida por Jean Beaudin. Esta fue seleccionada para participar en el Festival de Cannes de 1977, dónde la actriz principal Monique Mercure fue recompensada como Mejor Actriz.

## Sinopsis
El fotógrafo Joseph-Albert Martin realizará una gira por el duro campo canadiense a finales del siglo XX. Su esposa decide irse, con la esperanza de que la intimidad ayude a revivir su matrimonio.

## Reparto
- Marcel Sabourin - Joseph-Albert Martin
- Monique Mercure - Rose-Aimee Martin
- Marthe Thierry - Granma
- Catherine Tremblay - Dolores Martin
- Mariette Duval - Neighbor
- Denis Hamel - Mathieu Martin
- Stéphane L'Écuyer - David Martin
- Jacques Bilodeau - Hormidas Lambert
- Colette Cortois - Mrs. Lambert
- Marthe Nadeau - Aunt Aline
- André St-Denis - el habitante
- Denise Proulx - propietaria del hotel
- Robert Desroches - propietario del hotel
- Guy L'Écuyer - Raoul
- Charlie Beauchamp -

## Reconocimiento
- 1977: Festival de Cannes: Mejor actriz (Monique Mercure) (ex aequo)[2]